# Pelecyphora strobiliformis
Pelecyphora strobiliformis là một loài thực vật có hoa trong họ Cactaceae. Loài này được Frić & Schelle mô tả khoa học đầu tiên.

## Hình ảnh

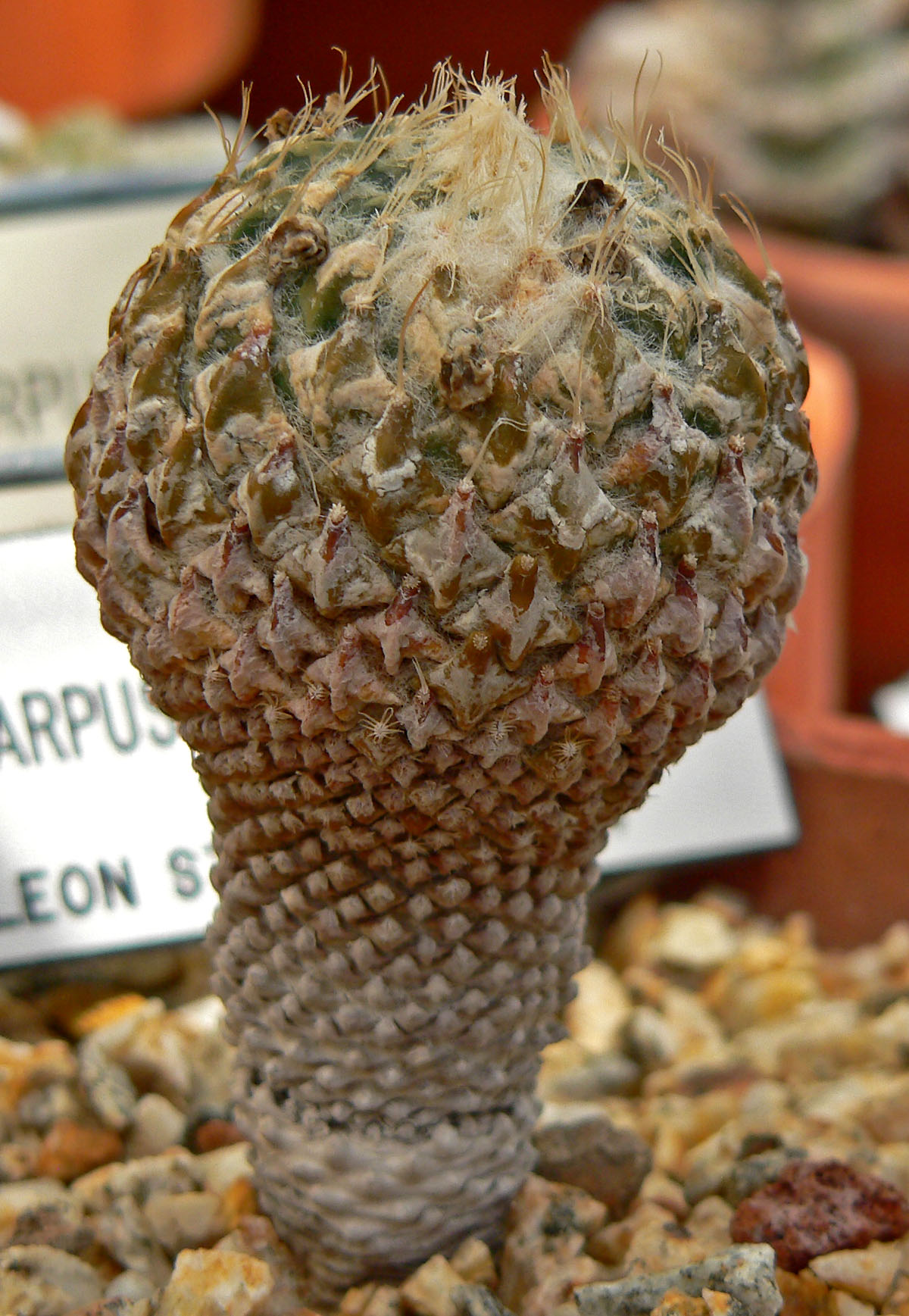